# کنگرلو (سلماس)
کنگرلو، روستایی است از توابع بخش مرکزی شهرستان سلماس استان آذربایجان غربی ایران.

## جمعیت
این روستا در دهستان لکستان قرار داشته و بر اساس سرشماری سال ۱۳۸۵ جمعیت آن ۱۲۴۷نفر (۲۹۸ خانوار)بوده است.
<درگاه ملی آمار ایران</ref>